# 濱丘麻矢
濱丘麻矢（日语：／ Hamaoka Maya，1983年5月16日—），日本女演員。出身於東京都。曾隸屬於Biscuit Entertainment、IIJIMAROOM、A.L.C.Atlantis。身高154cm。B型血。

## 簡歷、人物
少女時期作為童星出現在《廁所裡的花子》系列等電影、電視劇，以及《來來圈》等綜藝節目裡，在兒童偶像熱潮中發揮了作用。
在《中學生日記》裡以志賀綠的角色常駐演出。
遊井亮子於2017年7月9日在Twitter上報道，橋野惠美於2017年7月10日在部落格上報道濱丘已經結婚。
興趣：照相（照片）、電影鑑賞、網頁製作。特長：粉彩畫。

## 演出

### 電視劇
1992年
- 愛的劇場（日语：愛の劇場） 結婚專科30（日语：結婚専科30）（TBS）
- 十年愛（日语：十年愛）（TBS）

1993年
- 愛的宣言（日语：都合のいい女）（富士電視台）
- 說謊的婚姻（日语：嘘つきは夫婦のはじまり）（日本電視台）—飾 榊香菜

1994年
- 情深緣淺（日语：君が見えない）（富士電視台）

1995年
- 裸之大將放浪記（日语：裸の大将放浪記）『德島淡路篇』（關西電視台）
- 大河劇 八代將軍 吉宗（NHK）—飾 賣花少女

1996年
- '96新春演藝大會『太太是魔術師』（1月1日，富士電視台）
- 醜小鴨（日语：みにくいアヒルの子 (テレビドラマ)）（4月—6月，富士電視台）—飾 片瀨優子
- 週四怪談（日语：木曜の怪談）『MMR』（9月5日，富士電視台）
- 刑事搜查線（日语：はみだし刑事情熱系）（10月23日，朝日電視台）—飾 篠田由記

1997年
- 連續電視小說 亞久里（日语：あぐり）（NHK）—飾 望月和子
- 週五娛樂（日语：金曜エンタテイメント） 人間劇場系列1「乳房再建」（1月17日，富士電視台）
- 週四怪談'97『妖怪新聞』（5月29日，富士電視台）
- 週五娛樂 恐怖的女人系列「兩個愛麗絲」（8月15日，富士電視台）
- 人間時代劇特集 紅色鬍子（10月，朝日電視台系列）—飾 小豐

1998年
- 小夏家（日语：なっちゃん家） 第4話「小夏家的儲藏室」（10月24日，朝日電視台）

1999年
- 危險放課後 第6話（朝日電視台）—飾 根本亞美
- 京都始末屋事件簿（日语：京都始末屋事件ファイル） 第5話「週四連續搶劫！淚流滿面的不在場證明」（朝日電視台）—飾 柿沼由美
- 賭事女王（日语：賭事女王）（富士電視台）—飾 瑠璃

2001年
- 愛的劇場「Love & Fight（日语：ラブ&ファイト）」（TBS、共同電視台）—飾 沙耶香
- 嫉妒女人香（日语：嫉妬の香り）（朝日電視台）—飾 梶悅子
- 女人和愛和秘聞（日语：女と愛とミステリー）「刑法第三十九條 Flash Back」（2月，東京電視台）—飾 天宮美和／矢作恭子
- 柏拉圖式性愛（9月24日、28日，富士電視台）—飾 千佳

2002年
- 喜歡無賴男（日语：だめんず・うぉ〜か〜 (テレビドラマ)#2002年版）（日本電視台）—飾 藤崎沙也香
- 週五娛樂「京都吃喝玩樂 舊書商偵探推理（日语：京都喰い道楽 古本屋探偵ミステリー）」（12月6日，富士電視台）—飾 竹內雅子

2003年
- 近所偵探TOMOE（日语：ご近所探偵TOMOE）（3月29日，WOWOW）—飾 巴田千惠

2005年
- 一公升的眼淚（富士電視台）—飾 藤村圓
- 推薦正確的戀愛方法（日语：正しい恋愛のススメ）（TBS）—飾 美穗的友人
- 京都地檢之女 第2系列（日语：京都地検の女#第2シリーズ（2005年）） File.07「逆轉殺人事件!! 食指上的傷疤揭露了真相!!」（3月3日，朝日電視台）—飾 竹內麻衣子

2006年
- 小石醫生的事件醫療記錄（日语：ドクター小石の事件カルテ） 第2作「屍檢」（富士電視台）—飾 看護師
- 生物彗星WoO 第8回「我的居住地」（NHK）—飾 公寓居民
- 水戶黃門（日语：水戸黄門 (パナソニック ドラマシアター)） 第36部（日语：水戸黄門 (第31-38部)#第36部） 第3話「杜絕粗製濫造的建設弊端 -善光寺-」（8月7日，TBS）—飾 千春
- 未婚六姐妹（9月—11月，TBS、CBC）—飾 五女·五真子
- 週六WIDE劇場（日语：土曜ワイド劇場） 法醫學教室之事件簿（日语：法医学教室の事件ファイル）（10月7日，朝日電視台）—飾 若林真弓

2007年
- 週五PRESTIGE（日语：金曜プレステージ） 吹著笛子而來的惡魔（日语：悪魔が来りて笛を吹く）（1月5日，富士電視台）—飾 阿種
- 中學生日記（4月—2010年3月，NHK教育）—飾 志賀綠
- 週六WIDE劇場 （4月7日，朝日電視台）—飾 一香（青木香織）
- 女刑事水紀 ～京都洛西署物語～ 第2系列（日语：女刑事みずき〜京都洛西署物語〜#2nd SEASON（2007年）） File.06「同窗會殺人！難道說，是你…!?」（8月9日，朝日電視台）—飾 榛名友子

2008年
- 未婚六姐妹2（3月—5月，TBS、CBC）—飾 五女·五真子
- 新·科調所的女法研 第4系列 第6話「被盯上的真理子！悄然逼近的爆炸狂的身影!!」（5月29日，朝日電視台）—飾 上條溫子
- 夢象成真「女人的幸福篇」（日语：夢をかなえるゾウ#連続ドラマ「女の幸せ篇」）（12月4日，日本電視台）—飾

2009年
- 水戶黃門（日语：水戸黄門 (パナソニック ドラマシアター)） 第39部（日语：水戸黄門 (第39-43部)#第39部） 第16話「無法稱自己為母親的悲傷過去 -臼杵-」（2月9日，TBS）—飾 妙
- 談判尤物 ～THE NEGOTIATOR～ 第5話（11月19日，朝日電視台）—飾 坂田護理師
- 相棒8 第8話（12月9日，朝日電視台）—飾 佐藤由紀

2010年
- 週三劇場9（日语：水曜シアター9） 雪冤（日语：雪冤）（9月29日，東京電視台）—飾 澤井惠美
- 孃王3 ～Special Edition～ 第5、6話（11月5日、12日，東京電視台）—飾 花音

2011年
- 愛與寬容 ～絆～（9月21日，日本電視台）
- 摔角女王傳說（10月，東京電視台）—飾 漆原綠

2012年
- 37歲成為醫生的我 ～實習醫生的純情故事～ 第11話（6月19日，富士電視台）
- 新·南海的帝王（日语：難波金融伝・ミナミの帝王#テレビドラマ） 第6話（3月，關西電視台）

2013年
- 霧冰 ～Isoben 里村珠美之事件簿～（日语：イソベン・里村タマミの事件簿）（10月21日，TBS）—飾 八尋由花

2015年
- 和歌子酒 第6、11話（2月12日、3月19日，BS JAPAN）—飾 美樹

### 綜藝節目
- 個人情報綜藝節目 來來圈（日语：来来圏）（1997年4月—1998年3月，富士電視台）—常駐演出

### 廣告
- 1994年：奉信化學（現奉信）
- 1996年：日產汽車「CIMA」

### 廣播劇
- 死神的精確度（2006年，NHK-FM）—飾 吉川朝美

### 電影
- 廁所裡的花子（1995年，松竹）—飾 宮崎由紀
- 新生 廁所裡的花子（1998年，東映）—飾 澤口香苗
- 貝殼（1999年，松竹）
- CrossFire（日语：クロスファイア (映画)）（2000年，東寶）—飾 多田雪江
- （2011年）

### 舞台
- 2008年：夕（東京SeleçãoDX（日语：東京セレソンデラックス），6月18日—7月13日：東京劇場太陽購物中心（日语：シアターサンモール）、7月19日—27日：大阪SOGO劇場（日语：そごう心斎橋本店））—飾 三上波
- 2013年：激動 -GEKIDO（Dream Plus（日语：ドリームプラス），8月23日—9月2日：東京新國立劇場中劇場）

### CD
- 1997年：WAKE UP GIRLS！

### 寫真集
- 1998年：
- 1998年：

### 其它
- 1996年：天使降臨在無可救藥的我（日语：どうしようもない僕に天使が降りてきた）（槙原敬之）PV

## 外部連結
- （日語）—濱丘麻矢的官方個人網站。
- （日語）—濱丘麻矢非官方後援會網站。